# هاکوروتاله
هاکوروتاله (به لاتین: Hakurutale) یک منطقهٔ مسکونی در سری‌لانکا است که در استان مرکزی (سری‌لانکا) واقع شده‌است.